# JAK
JAK is een Duits historisch merk van motorfietsen.
De bedrijfsnaam was: Kraftfahrzeuge J.A. Kraut, Gochsheim bei Schweinfurt.
Kraut begon in 1922 met de productie van lichte motorfietsen waarvoor hij 119-, 142- en 173cc-DKW- en 129cc-Bekamo-inbouwmotoren inkocht. Die bouwde hij in eigen frames. Het moment was echter slecht gekozen. Juist in deze periode ontstonden ruim 200 kleine motorfietsmerken in Duitsland, vaak uit kleine bedrijven die oorlogsproctie tijdens de Eerste Wereldoorlog hadden gedraaid, vaak ook bij metaalbewerkers die een uitweg zochten uit de economische crisis die daaruit was ontstaan. De concurrentie was enorm en de meesten van deze kleine motorfietsproducenten konden hun producten alleen in de eigen regio verkopen. In 1925 leidde dit tot het verdwijnen van ruim 150 van deze kleine merken, waaronder ook JAK.